# Miasta w Hiszpanii
Według danych oficjalnych pochodzących z 2011 roku Hiszpania posiadała ponad 50 miast o ludności przekraczającej 100 tys. mieszkańców. Stolica kraju Madryt, Barcelona, Walencja, Sewilla oraz Malaga liczyły po ponad milion mieszkańców; 4 miasta od 500 tys. do miliona mieszkańców; 47 miast z ludnością 100-500 tys. oraz reszta miast poniżej 100 tys. mieszkańców.

## Największe miasta w Hiszpanii
Największe miasta w Hiszpanii według liczebności mieszkańców (stan na 01.11.2011):
| L.p. | Miasto                     | Ludność (2011) | Wspólnota autonomiczna | Prowincja              |
| ---- | -------------------------- | -------------- | ---------------------- | ---------------------- |
| 1.   | Madryt (Madrid)            | 3.284.110      | Madryt                 | Madryt                 |
| 2.   | Barcelona                  | 1.605.602      | Katalonia              | Barcelona              |
| 3.   | Walencja (Valencia)        | 852.304        | Walencja               | Walencja               |
| 4.   | Sewilla (Sevilla)          | 704.114        | Andaluzja              | Sewilla                |
| 5.   | Saragossa (Zaragoza)       | 620.419        | Aragonia               | Saragossa              |
| 6.   | Malaga (Málaga)            | 535.686        | Andaluzja              | Malaga                 |
| 7.   | Murcja (Murcia)            | 377.888        | Murcja                 | Murcja                 |
| 8.   | Las Palmas                 | 370.649        | Wyspy Kanaryjskie      | Las Palmas             |
| 9.   | Palma                      | 358.462        | Baleary                | Baleary                |
| 10.  | Bilbao                     | 353.950        | Kraj Basków            | Biskaja                |
| 11.  | Valladolid                 | 318.576        | Kastylia-León          | Valladolid             |
| 12.  | Kordoba (Córdoba)          | 314.805        | Andaluzja              | Kordowa                |
| 13.  | Vigo                       | 293.725        | Galicja                | Pontevedra             |
| 14.  | Alicante                   | 288.481        | Walencja               | Alicante               |
| 15.  | Santa Cruz de Tenerife     | 217.415        | Wyspy Kanaryjskie      | Santa Cruz de Tenerife |
| 16.  | Gijón                      | 270.211        | Asturia                | Asturia                |
| 17.  | L’Hospitalet de Llobregat  | 248.150        | Katalonia              | Barcelona              |
| 18.  | A Coruña                   | 242.458        | Galicja                | A Coruña               |
| 19.  | Grenada (Granada)          | 240.522        | Andaluzja              | Grenada                |
| 20.  | Vitoria                    | 227.568        | Kraj Basków            | Araba                  |
| 21.  | Badalona                   | 221.520        | Katalonia              | Barcelona              |
| 22.  | Oviedo                     | 202.938        | Asturia                | Asturia                |
| 23.  | Sabadell                   | 200.545        | Katalonia              | Barcelona              |
| 24.  | Terrassa                   | 199.817        | Katalonia              | Barcelona              |
| 25.  | Móstoles                   | 198.819        | Madryt                 | Madryt                 |
| 26.  | Elx                        | 198.190        | Walencja               | Alicante               |
| 27.  | Pampeluna (Pamplona)       | 189.364        | Nawarra                | Nawarra                |
| 28.  | Kartagena (Cartagena)      | 188.003        | Murcja                 | Murcja                 |
| 29.  | Jerez de la Frontera       | 187.087        | Andaluzja              | Kadyks                 |
| 30.  | Santander                  | 184.661        | Kantabria              | Kantabria              |
| 31.  | San Sebastián              | 181.700        | Kraj Basków            | Guipúzcoa              |
| 32.  | Fuenlabrada                | 179.735        | Madryt                 | Madryt                 |
| 33.  | Alcalá de Henares          | 179.602        | Madryt                 | Madryt                 |
| 34.  | Leganés                    | 174.436        | Madryt                 | Madryt                 |
| 35.  | Castellón de la Plana      | 172.110        | Walencja               | Castellón              |
| 36.  | Almería                    | 170.994        | Andaluzja              | Almería                |
| 37.  | Burgos                     | 167.962        | Kastylia-León          | Burgos                 |
| 38.  | Getafe                     | 156.320        | Madryt                 | Madryt                 |
| 39.  | Salamanka (Salamanca)      | 156.006        | Kastylia-León          | Salamanka              |
| 40.  | Albacete                   | 152.115        | Kastylia-La Mancha     | Albacete               |
| 41.  | Alcorcón                   | 149.594        | Madryt                 | Madryt                 |
| 42.  | Logroño                    | 147.036        | La Rioja               | La Rioja               |
| 43.  | Huelva                     | 145.150        | Andaluzja              | Huelva                 |
| 44.  | Badajoz                    | 136.851        | Estremadura            | Badajoz                |
| 45.  | Kadyks (Cádiz)             | 136.236        | Andaluzja              | Kadyks                 |
| 46.  | León                       | 135.794        | Kastylia-León          | León                   |
| 47.  | San Cristóbal de La Laguna | 135.004        | Wyspy Kanaryjskie      | Santa Cruz de Tenerife |
| 48.  | Santa Coloma de Gramenet   | 119.056        | Katalonia              | Barcelona              |
| 49.  | Mataró                     | 118.748        | Katalonia              | Barcelona              |
| 50.  | Tarragona                  | 117.184        | Katalonia              | Tarragona              |
| 51.  | Marbella                   | 115.871        | Andaluzja              | Malaga                 |
| 52.  | Lleida                     | 115.000        | Katalonia              | Lleida                 |
| 53.  | Jaén                       | 112.921        | Andaluzja              | Jaén                   |
| 54.  | Ourense                    | 109.011        | Galicja                | Ourense                |
| 55.  | Algeciras                  | 106.710        | Andaluzja              | Kadyks                 |
| 56.  | Dos Hermanas               | 103.282        | Andaluzja              | Sewilla                |
| 57.  | Torrejón de Ardoz          | 101.056        | Madryt                 | Madryt                 |

## Alfabetyczna lista miast w Hiszpanii
- Ahigal
- Alcalá de Henares
- Alcobendas
- Alcorcón
- Aldea del Fresno
- Albacete
- Algeciras
- Alicante
- Almería
- Altea
- Arancón
- Aranjuez
- Armilla
- Arroyomolinos
- Astorga
- Ávila
- Avilés
- Ayamonte
- Azuel
- Badajoz
- Badalona
- Bailén
- Baños de Montemayor
- Barcarrota
- Barcelona
- Béjar
- Benidorm
- Biescas
- Bilbao
- Brunete
- Burgos
- Cáceres
- Calatayud
- Cartaya
- Castellón de la Plana
- Cedeira
- Cepeda de la Mora
- Cerceda
- Cercedilla
- Ceuta
- Ciudad Real
- Ciudad Rodrigo
- Colmenar de Oreja
- Coria
- Cornellà de Llobregat
- A Coruña
- Cuenca
- Don Benito
- Dos Hermanas
- Eljas
- Elx/Elche
- El Vendrell
- Écija
- Fuengirola
- Fuenlabrada
- Girona
- Getafe
- Gibraleón
- Gijón
- Grenada (Granada)
- Granja de Granadilla, La (Cáceres)
- Guadalajara
- Guijo de Granadilla (Cáceres)
- Hernani
- Hervás (Cáceres)
- L’Hospitalet de l’Infant
- L’Hospitalet de Llobregat
- Hoyo de Manzanares
- Huelva
- Huesca
- Ibiza
- Irun
- Isla Cristina
- Jaca
- Jaén
- Jerez de la Frontera
- Kadyks (Cádiz)
- Kordoba (Córdoba)
- La Jonquera
- Las Palmas
- Leganés
- León
- Lepe
- La Línea de la Concepción
- Lleida
- Lloret de Mar
- Logroño
- Lugo
- Llodio
- Madryt (Madrid)
- Mataró
- Malaga (Málaga)
- Manzanares
- Marbella
- Mazarrón
- Mejorada del Campo
- Melilla
- Méntrida
- Mérida
- Miami Playa
- Mijas
- Montehermoso
- Montejo de la Sierra
- Moraleja
- Móstoles
- Murcja (Murcia)
- Navacerrada
- Navalcarnero
- Navalmoral de la Mata
- Olivenza (Badajoz)
- Orihuela
- Oropesa
- Ourense
- Oviedo
- Palencia
- Palma de Mallorca
- Pampeluna (Pamplona)
- Parla
- Pola de Lena
- Pinto (Madrid)
- Plasencia
- Pontevedra
- Pozuelo de Alarcón
- Quijorna
- Redondela
- Reus
- Ribadesella
- Robledo de Chavela
- Rota
- Sagunto
- Salamanka (Salamanca)
- San Fernando de Henares
- San Lorenzo de El Escorial
- San Martín de la Vega
- San Martín de Trevejo
- San Martín y Mudrián
- San Sebastián/Donostia
- San Sebastián de los Reyes
- San Vicente de la Barquera
- Sanlúcar de Barrameda
- Santa Cruz de Tenerife
- Santander
- Santibañez el Alto
- Santibañez el Bajo
- Saragossa (Zaragoza)
- Segowia (Segovia)
- Sewilla (Sevilla)
- Sevilla la Nueva
- Sitges
- Soria
- Talavera de la Reina
- Tarifa
- Tarragona
- Teruel
- Terrassa
- Tharsis
- Tres Cantos
- Toledo
- Torrejón de Ardoz
- Torrelodones
- Torremolinos
- Torrevieja
- Úbeda
- Valdemoro
- Valdeobispo
- Valladolid
- Valverde del Fresno
- Velilla de San Antonio
- Vigo
- Villablanca
- Villanueva del Pardillo
- Villaviciosa de Odón
- Villavieja de Yeltes
- Vitoria (Álava/Araba)
- Walencja (Valencia)
- Zalamea de la Serena
- Zalamea la Real
- Zamora
- Zarauz
- Zarza de Granadilla